# Glyphocrangon atlantica
Glyphocrangon atlantica is een garnalensoort uit de familie van de Glyphocrangonidae. De wetenschappelijke naam van de soort is voor het eerst geldig gepubliceerd in 1939 door Chace.